# Театр Рут Эскобар
Театр Рут Эскобар (порт. Teatro Ruth Escobar) — драматический театр в городе Сан-Паулу, в Бразилии. Открыт в 1963 году в здании на Руа-душ-Инглесес. Театр назван в честь актрисы и владелицы земли, на которой он был построен — Рут Эскобар. В настоящее время в театре имеются 3 сцены: зал Хиля Висети, зал Мириан Муис и зал Дины Сфат. На территории театра также открыты бар и книжный магазин.

## История
Театральный комплекс был построен в 1963 году актрисой Рут Эскобар, при финансовой поддержке португальской общины штата Сан-Паулу. В июле того же года состоялось открытие театра показом «Трёхгрошовой оперы» Бертольда Брехта в постановке Хосе Ренато Пекоры. С момента своего основания театр приобрёл репутацию голоса революции. В 1968 году во время спектакля на театральную труппу было совершенно вооружённое нападение членами Отряда охоты на коммунистов.
На сцене театра, уделявшего особое внимание современной бразильской драматургии, прошли премьеры «Живого колеса» (порт. Roda Viva) Шику Буарки, «Ярмарки тщеславия Сан-Паулу» коллектива авторов, «Поездки» Карлуша Кейрос-Тельеса, «Журнала Хенфила» Энрике ди Соуза Филью, «Цементной коробки» Карлуша Энрике ди Эскобара-Фагундеса, «Шоколадной фабрики» Мариу Праты. Спектакли по пьесам «Балкон» Жана Жене в постановке Виктора Гарсии, «Фурии» Рафаэля Альберти и «Ромео и Джульетта» Уильяма Шекспира сделали Театр Рут Эскобар известным за границами Бразилии.
В 1997 году Ассоциация продюсеров театральных представлений штата Сан-Паулу, под руководством президента Сержиу Д’Антину, начала процесс покупки театра, чтобы не допустить его попадания в руки спекулянтов недвижимостью во время экономического кризиса в стране. Был объявлен сбор средств с целью преобразовать Театр Рут Эскобар в Культурный центр имени Рут Эскобар.

## Критика
28 сентября 2014 года издание «Печатный листок Сан-Паулу» опубликовало результат оценки, сделанной коллективом газеты при посещении шестидесяти крупнейших театров города Сан-Паулу. Площадке были присвоены две звезды с оценкой «плохая», при этом было выражено единодушное мнение: «Театр уже пользовался большой известностью. Место было привлекательным, благодаря актуальным спектаклям и современной публике. Сегодня в репертуаре преимущественно детские спектакли и комедии в стиле фарса. В день посещения аварийные выходы были приоткрыты, пропуская свет и внешние звуки. Видимость сцены из зала была плохая. Расположение театра и инфраструктура отличные. При обращении к театральному руководству, комментария не последовало».